# 布爾內斯島
布爾內斯島（英語：Bulnes Island）是南極洲的島嶼，位於葛拉漢地的特里尼蒂半島，處於雷格皮爾角西北面4公里，由智利探險隊命名，現時由南極條約體系管理。